# Anoia, Kalabrien
Anoia är en ort och kommun i storstadsregionen Reggio Calabria, innan 2017 provinsen Reggio Calabria, i regionen Kalabrien i Italien. Kommunen hade 2 181 invånare (2017).